# Mercenac
Mercenac est une commune française, située dans le nord-ouest du département de l'Ariège en région Occitanie. Sur le plan historique et culturel, la commune fait partie du Couserans, pays aux racines gasconnes structuré par le cours du Salat.
Exposée à un climat océanique altéré, elle est drainée par le Salat, le ruisseau de Belloc et par divers autres petits cours d'eau. Incluse dans le parc naturel régional des Pyrénées ariégeoises, la commune possède un patrimoine naturel remarquable : un site Natura 2000 (« Garonne, Ariège, Hers, Salat, Pique et Neste ») et deux zones naturelles d'intérêt écologique, faunistique et floristique.
Mercenac est une commune rurale qui compte 352 habitants en 2022, après avoir connu un pic de population de 818 habitants en 1851. Elle fait partie de l'aire d'attraction de Saint-Girons. Ses habitants sont appelés les Mercenacois ou Mercenacoises.
Elle fait partie de la communauté de communes Couserans - Pyrénées.

## Géographie

### Localisation
La commune de Mercenac se trouve dans le département de l'Ariège, en région Occitanie.
Elle se situe à 44 km à vol d'oiseau de Foix, préfecture du département, à 8 km de Saint-Girons, sous-préfecture, et à 6 km de Saint-Lizier, bureau centralisateur du canton des Portes du Couserans dont dépend la commune depuis 2015 pour les élections départementales.
La commune fait en outre partie du bassin de vie de Saint-Girons.
Les communes les plus proches sont : 
Taurignan-Castet (1,1 km), Caumont (1,3 km), Taurignan-Vieux (3,3 km), Gajan (4,1 km), Bagert (4,2 km), Montgauch (4,5 km), Lorp-Sentaraille (4,9 km), Prat-Bonrepaux (4,9 km).
Sur le plan historique et culturel, Mercenac fait partie du Couserans, pays aux racines gasconnes structuré par le cours du Salat (affluent de la Garonne), que rien ne prédisposait à rejoindre les anciennes dépendances du comté de Foix.
Les communes limitrophes sont  Bagert, Betchat, Caumont, Prat-Bonrepaux et Taurignan-Castet.
| Betchat        | Bagert   |                  |
| Prat-Bonrepaux | Mercenac | Taurignan-Castet |
|                | Caumont  |                  |

Commune des Pyrénées centrales, située dans l'aire d'attraction de Saint-Girons en rive droite du Salat, entre Saint-Lizier et Prat-Bonrepaux en petites Pyrénées. Elle fait partie du parc naturel régional des Pyrénées ariégeoises.

### Géologie et relief
La commune est située dans les Pyrénées, une chaîne montagneuse jeune, érigée durant l'ère tertiaire (il y a 40 millions d'années environ), en même temps que les Alpes, certaines parties étant recouvertes par des formations superficielles. Les terrains affleurants sur le territoire communal sont constitués de roches sédimentaires datant pour certaines du Cénozoïque, l'ère géologique la plus récente sur l'échelle des temps géologiques, débutant il y a 66 millions d'années, et pour d'autres du Mésozoïque, anciennement appelé Ère secondaire, qui s'étend de −252,2 à −66,0 Ma. La structure détaillée des couches affleurantes est décrite dans les feuilles « n°1055 - Saint-Gaudens » et « n°1056 - Le Mas d'Azil » de la carte géologique harmonisée au 1/50 000ème du département de l'Ariège, et leurs notices associées,.
La superficie cadastrale de la commune publiée par l’Insee, qui sert de références dans toutes les statistiques, est de 13,57 km2,. La superficie géographique, issue de la BD Topo, composante du Référentiel à grande échelle produit par l'IGN, est quant à elle de 13,64 km2. Son relief est relativement accidenté puisque la dénivelée maximale atteint 216 mètres. L'altitude du territoire varie entre 328 m et 544 m.
La superficie de la commune est de 1 357 hectares ; son altitude varie de 328  à   544 mètres.

### Hydrographie

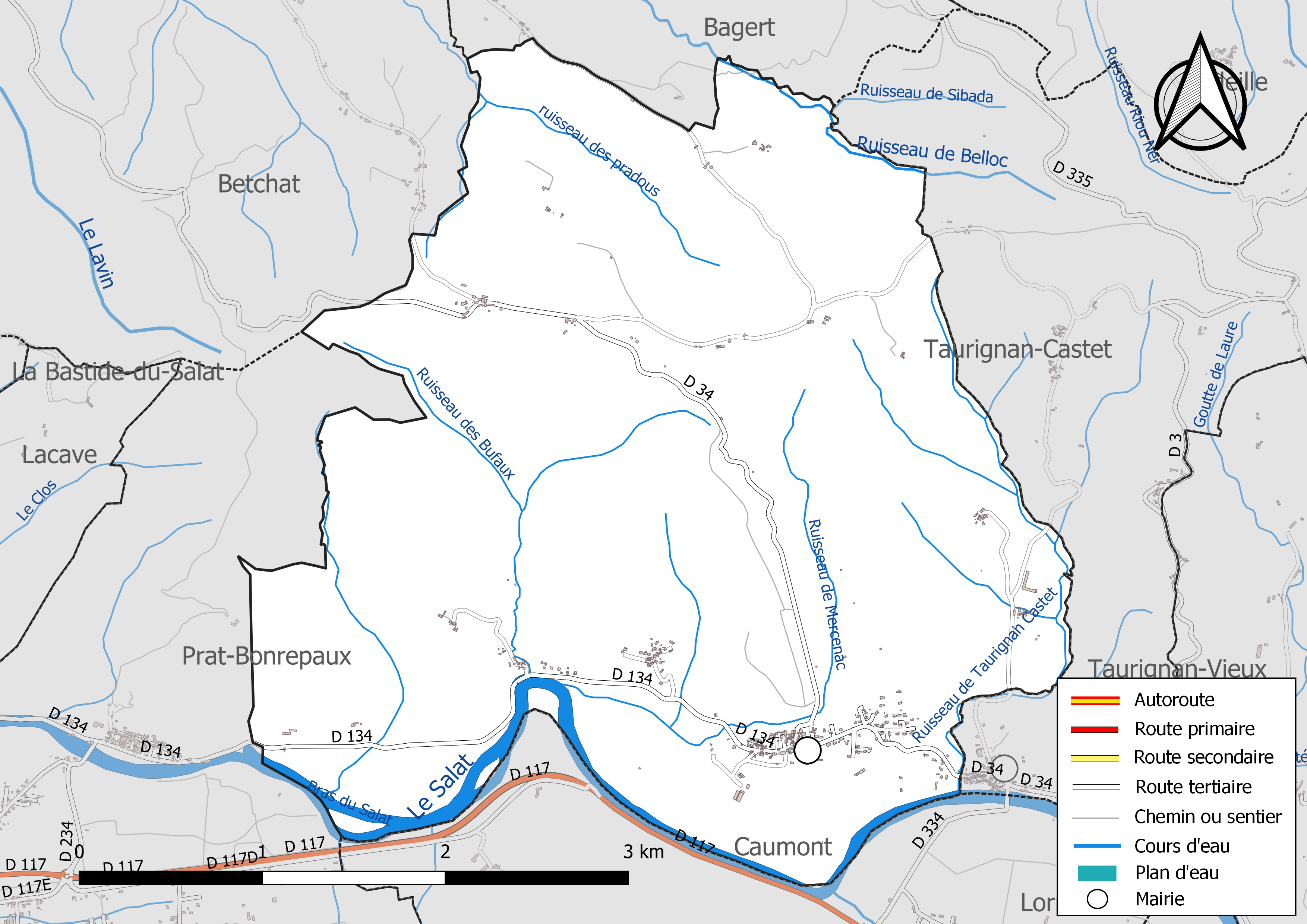
Réseaux hydrographique et routier de Mercenac.

La commune est dans le bassin versant de la Garonne, au sein du bassin hydrographique Adour-Garonne. Elle est drainée par le Salat, le ruisseau de Belloc, un bras du Salat, un bras du Salat, le ruisseau de Mercenac, le ruisseau de Mireloup, le ruisseau des Bufaux, le ruisseau des pradous, le ruisseau de Taurignan Castet et par divers petits cours d'eau, constituant un réseau hydrographique de 22 km de longueur totale,.
Le Salat, d'une longueur totale de 74,1 km, prend sa source dans la commune de Couflens et s'écoule du sud vers le nord. Il traverse la commune et se jette dans la Garonne à Boussens, après avoir traversé 27 communes.

### Climat
Pour des articles plus généraux, voir Climat de l'Occitanie et Climat de l'Ariège.
En 2010, le climat de la commune est de type climat océanique altéré, selon une étude s'appuyant sur une série de données couvrant la période 1971-2000. En 2020, Météo-France publie une typologie des climats de la France métropolitaine dans laquelle la commune est exposée à un climat de montagne et est dans la région climatique Pyrénées centrales, caractérisée par une pluviométrie annuelle de 1 000 à 1 200 mm.
Pour la période 1971-2000, la température annuelle moyenne est de 12,3 °C, avec une amplitude thermique annuelle de 15 °C. Le cumul annuel moyen de précipitations est de 876 mm, avec 9,4 jours de précipitations en janvier et 6,4 jours en juillet. Pour la période 1991-2020, la température moyenne annuelle observée sur la station météorologique la plus proche, située sur la commune de Lorp-Sentaraille à 5 km à vol d'oiseau, est de 12,5 °C et le cumul annuel moyen de précipitations est de 973,2 mm,. Pour l'avenir, les paramètres climatiques de la commune estimés pour 2050 selon différents scénarios d'émission de gaz à effet de serre sont consultables sur un site dédié publié par Météo-France en novembre 2022.

### Milieux naturels et biodiversité

#### Espaces protégés
La protection réglementaire est le mode d’intervention le plus fort pour préserver des espaces naturels remarquables et leur biodiversité associée,.
La commune fait partie du parc naturel régional des Pyrénées ariégeoises, créé en 2009 et d'une superficie de 245 973 ha, qui s'étend sur 138 communes du département. Ce territoire unit les plus hauts sommets aux frontières de l’Andorre et de l’Espagne (la Pique d'Estats, le mont Valier, etc) et les plus hautes vallées des avants-monts, jusqu’aux plissements du Plantaurel.

#### Réseau Natura 2000

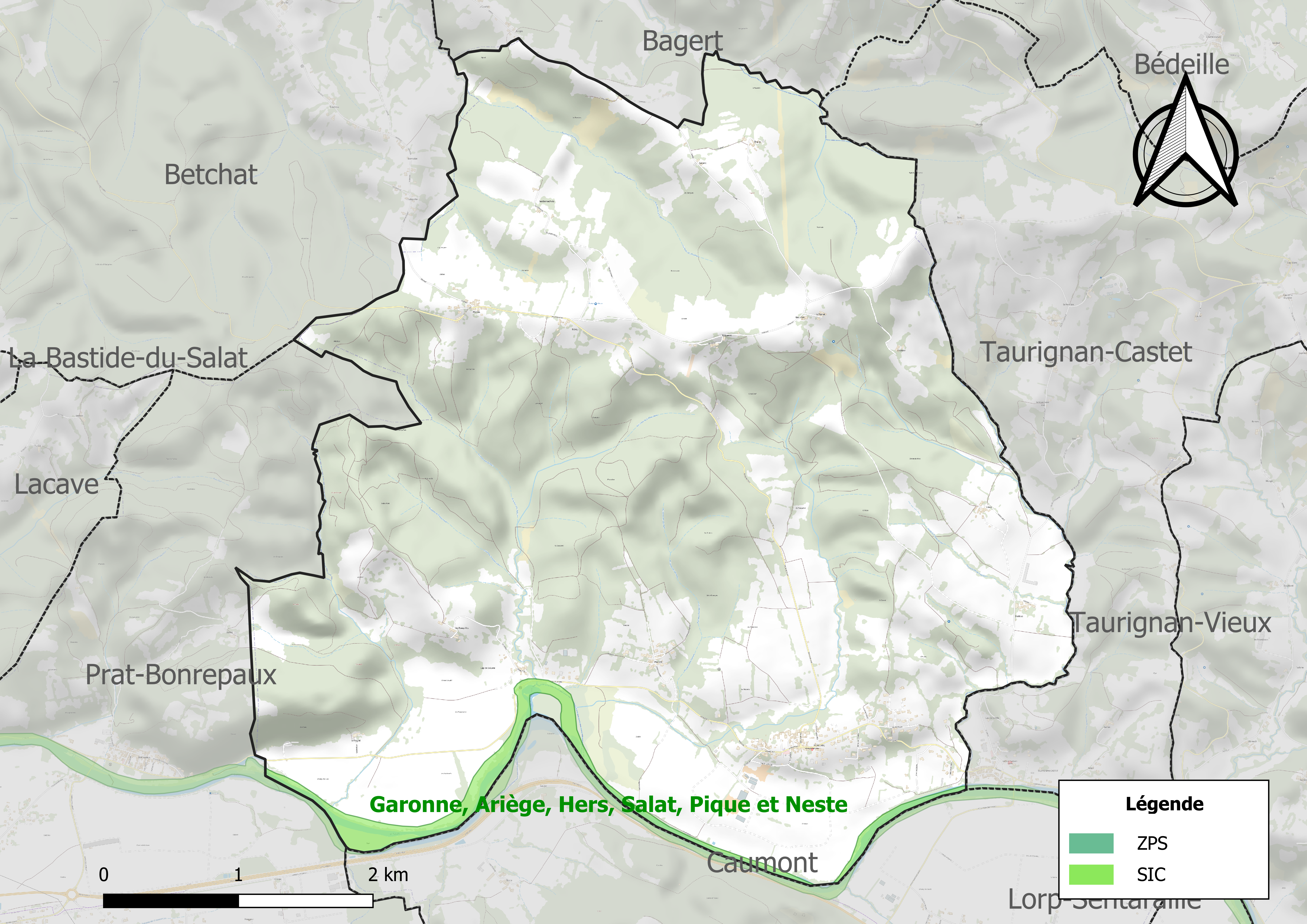
Site Natura 2000 sur le territoire communal.

Le réseau Natura 2000 est un réseau écologique européen de sites naturels d'intérêt écologique élaboré à partir des directives habitats et oiseaux, constitué de zones spéciales de conservation (ZSC) et de zones de protection spéciale (ZPS).
Un site Natura 2000 a été défini sur la commune au titre de la directive habitats : « Garonne, Ariège, Hers, Salat, Pique et Neste », d'une superficie de 9 581 ha, un réseau hydrographique pour les poissons migrateurs, avec des zones de frayères actives et potentielles importantes pour le Saumon en particulier qui fait l'objet d'alevinages réguliers et dont des adultes atteignent déjà Foix sur l'Ariège.

#### Zones naturelles d'intérêt écologique, faunistique et floristique
L’inventaire des zones naturelles d'intérêt écologique, faunistique et floristique (ZNIEFF) a pour objectif de réaliser une couverture des zones les plus intéressantes sur le plan écologique, essentiellement dans la perspective d’améliorer la connaissance du patrimoine naturel national et de fournir aux différents décideurs un outil d’aide à la prise en compte de l’environnement dans l’aménagement du territoire.
Une ZNIEFF de type 1 est recensée sur la commune :
« le Salat et le Lens » (712 ha), couvrant 32 communes dont 21 dans l'Ariège et 11 dans la Haute-Garonne et une ZNIEFF de type 2, : 
les « coteaux de l'ouest du Saint-Gironnais » (7 504 ha), couvrant 17 communes dont 13 dans l'Ariège et 4 dans la Haute-Garonne.

Carte des ZNIEFF de type 1 et 2 à Mercenac.
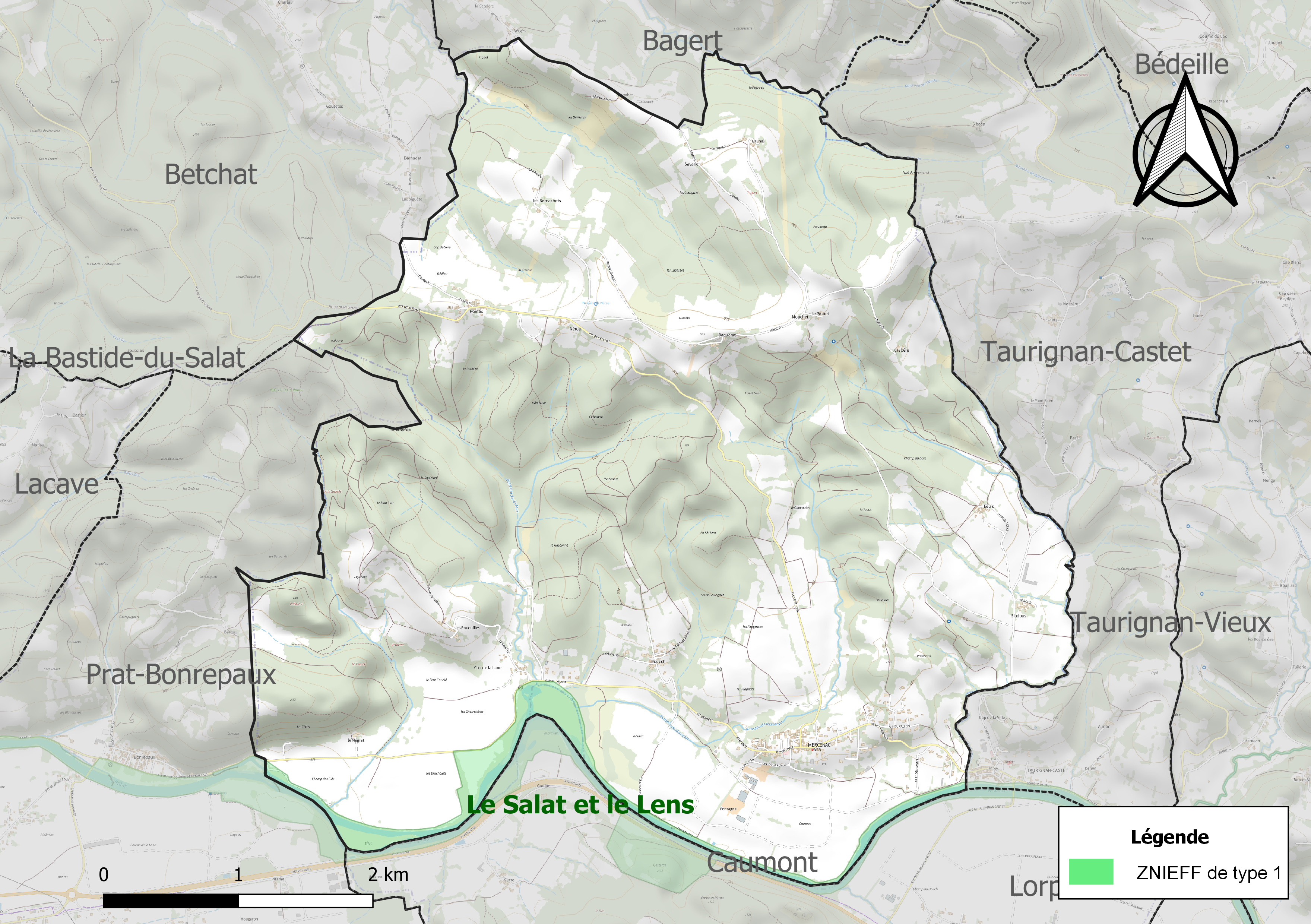
Carte de la ZNIEFF de type 1 sur la commune.
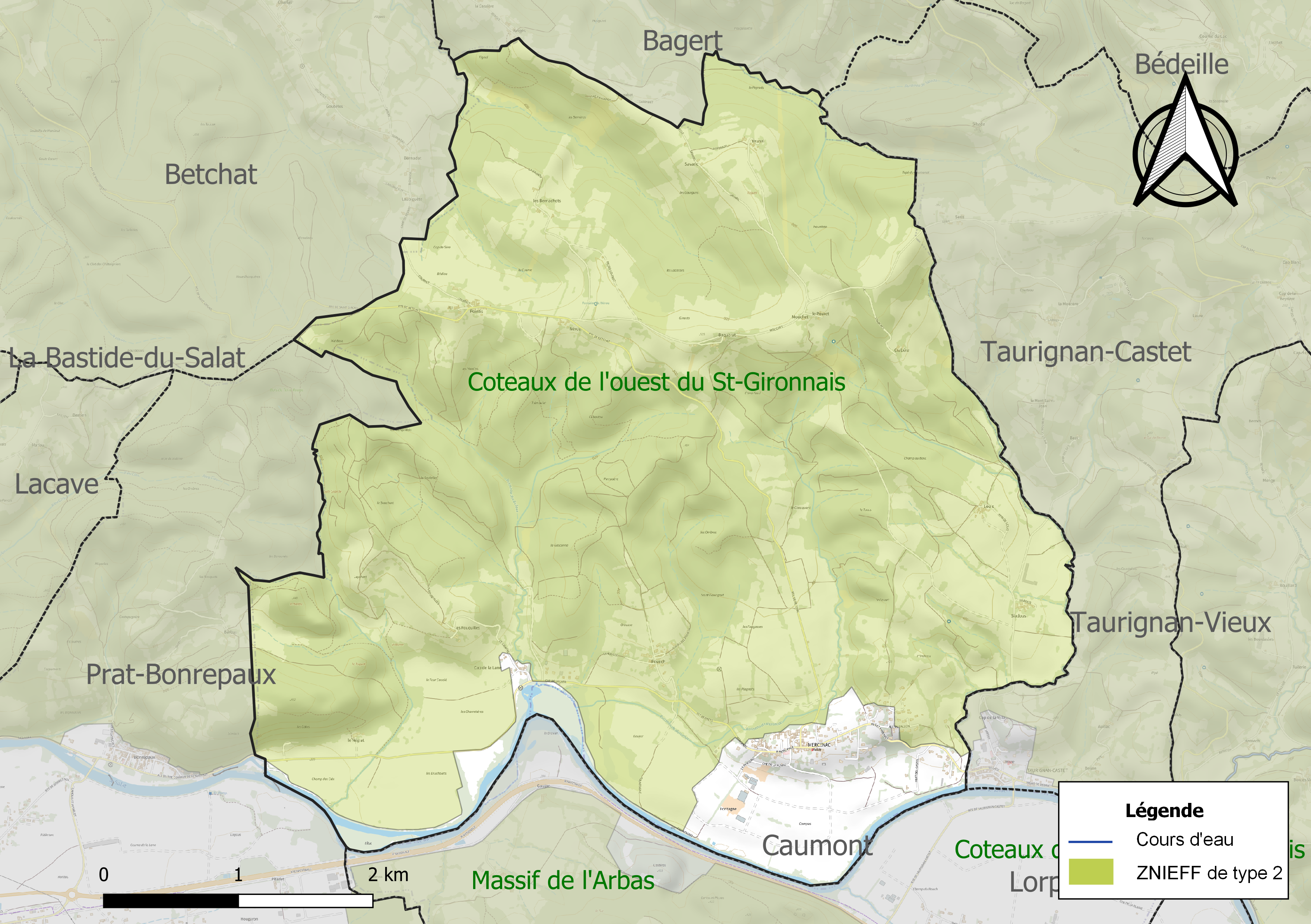
Carte de la ZNIEFF de type 2 sur la commune.

## Urbanisme

### Typologie
Au 1er janvier 2024, Mercenac est catégorisée commune rurale à habitat dispersé, selon la nouvelle grille communale de densité à 7 niveaux définie par l'Insee en 2022.
Elle est située hors unité urbaine. Par ailleurs la commune fait partie de l'aire d'attraction de Saint-Girons, dont elle est une commune de la couronne,. Cette aire, qui regroupe 70 communes, est catégorisée dans les aires de moins de 50 000 habitants,.

### Occupation des sols
L'occupation des sols de la commune, telle qu'elle ressort de la base de données européenne d’occupation biophysique des sols Corine Land Cover (CLC), est marquée par l'importance des forêts et milieux semi-naturels (50,9 % en 2018), une proportion identique à celle de 1990 (50,9 %). La répartition détaillée en 2018 est la suivante : 
forêts (50,9 %), zones agricoles hétérogènes (25,6 %), prairies (13,7 %), terres arables (7,3 %), zones urbanisées (2,5 %). L'évolution de l’occupation des sols de la commune et de ses infrastructures peut être observée sur les différentes représentations cartographiques du territoire : la carte de Cassini (XVIIIe siècle), la carte d'état-major (1820-1866) et les cartes ou photos aériennes de l'IGN pour la période actuelle (1950 à aujourd'hui).

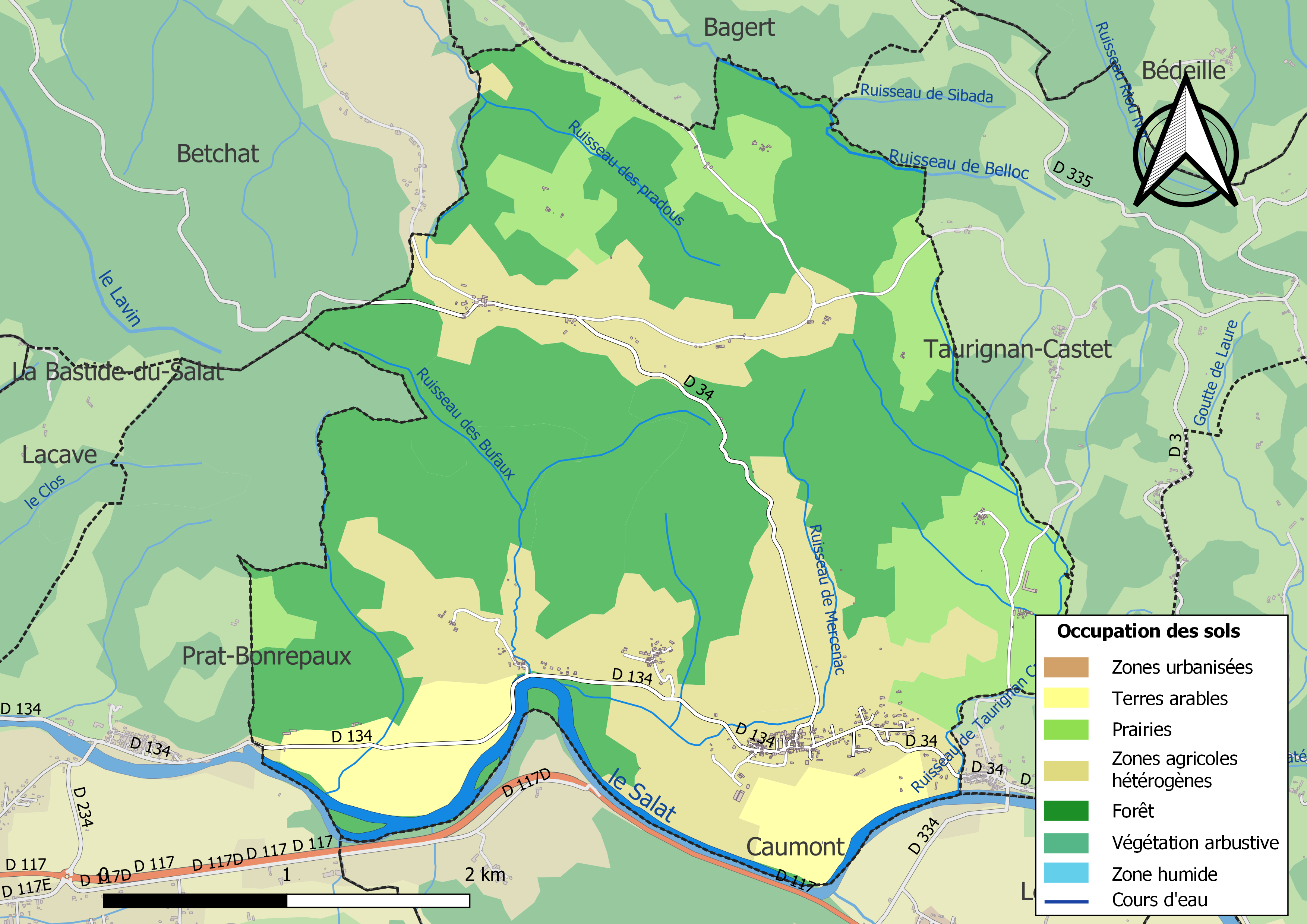
Carte des infrastructures et de l'occupation des sols de la commune en 2018 (CLC).

### Hameaux
Mercenac compte de nombreux hameaux, dont Baquérat, Coustalat, Nérou et Pointis.

### Habitat et logement
En 2018, le nombre total de logements dans la commune était de 196, alors qu'il était de 196 en 2013 et de 175 en 2008.
Parmi ces logements, 76,7 % étaient des résidences principales, 15 % des résidences secondaires et 8,2 % des logements vacants. Ces logements étaient pour 99 % d'entre eux des maisons individuelles et pour 0 % des appartements.
Le tableau ci-dessous présente la typologie des logements à Mercenac en 2018 en comparaison avec celle de l'Ariège et de la France entière. Une caractéristique marquante du parc de logements est ainsi une proportion de résidences secondaires et logements occasionnels (15 %) inférieure à celle du département (24,6 %) mais supérieure à celle de la France entière (9,7 %). Concernant le statut d'occupation de ces logements, 88,4 % des habitants de la commune sont propriétaires de leur logement (87,3 % en 2013), contre 66,3 % pour l'Ariège et 57,5 % pour la France entière.
| Typologie                                               | Mercenac | Ariège | France entière |
| ------------------------------------------------------- | -------- | ------ | -------------- |
| Résidences principales (en %)                           | 76,7     | 65,7   | 82,1           |
| Résidences secondaires et logements occasionnels (en %) | 15       | 24,6   | 9,7            |
| Logements vacants (en %)                                | 8,2      | 9,7    | 8,2            |

### Voies de communication et transports
Accès avec la D 117 (Ancien tracé de Perpignan à Saint-Martory) et la D 134.

### Risques majeurs
Le territoire de la commune de Mercenac est vulnérable à différents aléas naturels : inondations, climatiques (grand froid ou canicule), feux de forêts, mouvements de terrains et séisme (sismicité modérée). Il est également exposé à un risque technologique,  le transport de matières dangereuses,.

#### Risques naturels

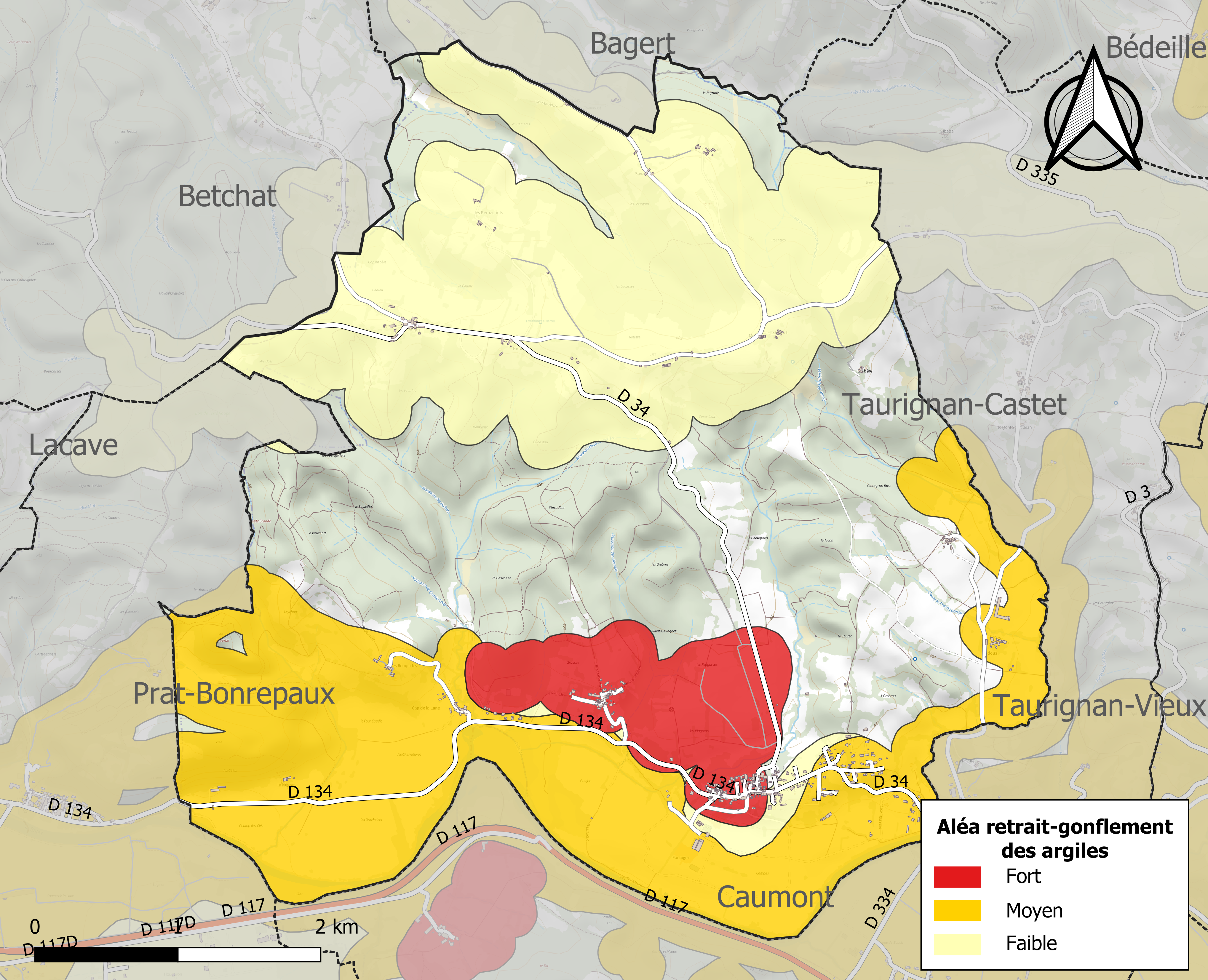
Zonage de l'aléa retrait-gonflement des argiles sur la commune de Mercenac.

Certaines parties du territoire communal sont susceptibles d’être affectées par le risque d’inondation par débordement, crue torrentielle d'un cours d'eau, le Salat, ou ruissellement d'un versant. L’épisode de crue le plus marquant dans le département reste sans doute celui de 1875. Parmi les inondations marquantes plus récentes concernant le Salat figurent les crues de 1937 (un mort à Salau), de 1992 et de 1993.
Les mouvements de terrains susceptibles de se produire sur la commune sont soit des chutes de blocs, soit des glissements de terrains, soit des effondrements liés à des cavités souterraines, soit des mouvements liés au retrait-gonflement des argiles. Près de 50 % de la superficie du département est concernée par l'aléa retrait-gonflement des argiles, dont la commune de Mercenac. L'inventaire national des cavités souterraines permet par ailleurs de localiser celles situées sur la commune.
Ces risques naturels sont pris en compte dans l'aménagement du territoire de la commune par le biais d'un plan de prévention des risques (PPR) inondation et mouvement de terrain approuvé le 30 décembre 2003.

#### Risques technologiques
Le risque de transport de matières dangereuses par une infrastructure routière ou ferroviaire ou par une canalisation de transport de gaz concerne la commune. Un accident se produisant sur une telle infrastructure est en effet susceptible d’avoir des effets graves au bâti ou aux personnes jusqu’à 350 m, selon la nature du matériau transporté. Des dispositions d’urbanisme peuvent être préconisées en conséquence.

## Histoire
Clovis de Robert du Falga, gentilhomme verrier huguenot, quitta les verreries des Garils, à Gabre, vers 1680, pour échapper aux persécutions religieuses. Il créa la verrerie de Mauvezin-de-Sainte-Croix. Son fils Robert créa ensuite ce qui deviendra la dernière verrerie forestière du Plantaurel couserannais, à Mercenac, dans ce qui deviendra le hameau de Pointis. Elle fonctionnait encore après 1880 et avait absorbé peu à peu les autres verreries proches de Mi-Bosc, de la Boucharde, de Fabas et de Sainte-Croix. Elle comptait en permanence environ 35 ouvriers sur la période allant de 1839 à 1872. Sa production a été, sur l'année 1839, de 396 000 gobelets, carafes et fioles. En 1882, une centaine de personnes y travaillaient toute l'année.

## Politique et administration

### Découpage territorial
La commune de Mercenac est membre de la communauté de communes Couserans-Pyrénées, un établissement public de coopération intercommunale (EPCI) à fiscalité propre créé le 18 novembre 2016 dont le siège est à Saint-Lizier. Ce dernier est par ailleurs membre d'autres groupements intercommunaux.
Sur le plan administratif, elle est rattachée à l'arrondissement de Saint-Girons, au département de l'Ariège, en tant que circonscription administrative de l'État, et à la région Occitanie.
Sur le plan électoral, elle dépend du canton des Portes du Couserans pour l'élection des conseillers départementaux, depuis le redécoupage cantonal de 2014 entré en vigueur en 2015, et de la deuxième circonscription de l'Ariège  pour les élections législatives, depuis le redécoupage électoral de 1986.

### Administration municipale
Le nombre d'habitants au recensement de 2011 étant compris entre 100 et 499, le nombre de membres du conseil municipal pour l'élection de 2014 est de onze,.

### Liste des maires

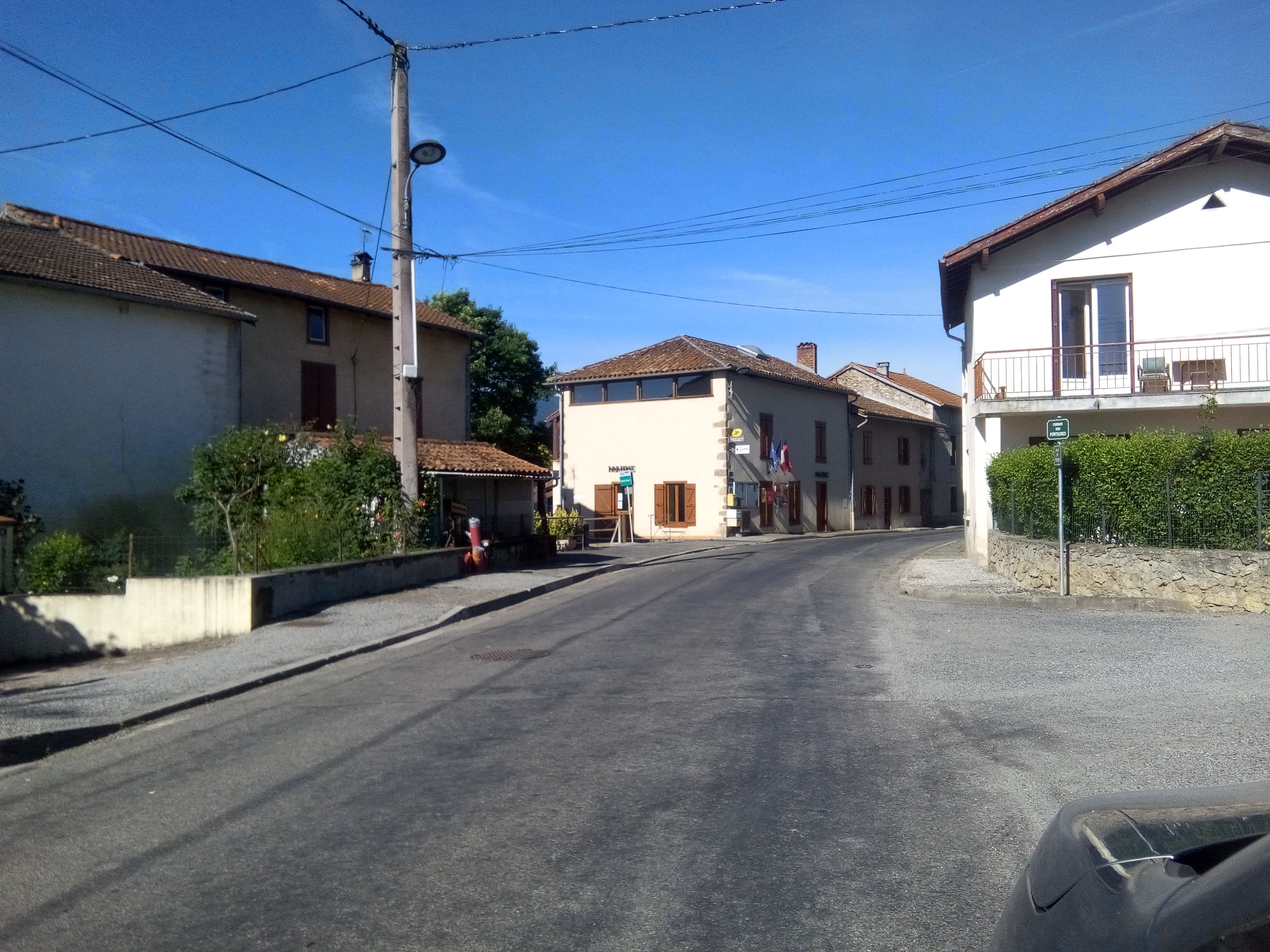
Mairie de Mercenac.

| Période                                  | Période  | Identité       | Étiquette | Qualité                                                                                     |
| ---------------------------------------- | -------- | -------------- | --------- | ------------------------------------------------------------------------------------------- |
| 1989                                     | en cours | Raymond Coumes | PS        | Retraité Fonction publique Ancien conseiller général Président de la communauté de communes |
| Les données manquantes sont à compléter. |          |                |           |                                                                                             |

## Population et société

### Démographie
| 1793 | 1800 | 1806 | 1821 | 1831 | 1836 | 1841 | 1846 | 1851 |
| ---- | ---- | ---- | ---- | ---- | ---- | ---- | ---- | ---- |
| 484  | 238  | 520  | 585  | 650  | 671  | 708  | 780  | 818  |

| 1856 | 1861 | 1866 | 1872 | 1876 | 1881 | 1886 | 1891 | 1896 |
| ---- | ---- | ---- | ---- | ---- | ---- | ---- | ---- | ---- |
| 681  | 660  | 709  | 717  | 715  | 671  | 651  | 557  | 564  |

| 1901 | 1906 | 1911 | 1921 | 1926 | 1931 | 1936 | 1946 | 1954 |
| ---- | ---- | ---- | ---- | ---- | ---- | ---- | ---- | ---- |
| 545  | 537  | 515  | 441  | 413  | 410  | 378  | 356  | 299  |

| 1962 | 1968 | 1975 | 1982 | 1990 | 1999 | 2005 | 2006 | 2010 |
| ---- | ---- | ---- | ---- | ---- | ---- | ---- | ---- | ---- |
| 290  | 266  | 230  | 178  | 219  | 251  | 312  | 312  | 374  |

| 2015 | 2020 | 2022 | - | - | - | - | - | - |
| ---- | ---- | ---- | - | - | - | - | - | - |
| 362  | 351  | 352  | - | - | - | - | - | - |

| selon la population municipale des années : | 1968 | 1975 | 1982 | 1990 | 1999 | 2006 | 2009 | 2013 |
| Rang de la commune dans le département      | 92   | 114  | 133  | 109  | 107  | 100  | 88   | 84   |
| Nombre de communes du département           | 340  | 328  | 330  | 332  | 332  | 332  | 332  | 332  |

### Enseignement
Mercenac a une école primaire publique et fait partie de l'académie de Toulouse.

### Culture et festivités
Comité des fêtes "Les Festaires de Mercenac".

### Activités sportives
Cyclisme, pêche, chasse, randonnée pédestre...

### Écologie et recyclage
La déchetterie intercommunale se trouve au lieudit Casséjoul, situé sur la commune.

## Économie

### Revenus
En 2018, la commune compte 146 ménages fiscaux, regroupant 345 personnes. La médiane du revenu disponible par unité de consommation est de 21 460 € (19 820 € dans le département).

### Emploi
| Division       | 2008  | 2013   | 2018   |
| -------------- | ----- | ------ | ------ |
| Commune        | 8,5 % | 13,5 % | 10,1 % |
| Département    | 8,9 % | 11,1 % | 11,2 % |
| France entière | 8,3 % | 10 %   | 10 %   |

En 2018, la population âgée de 15 à 64 ans s'élève à 212 personnes, parmi lesquelles on compte 76,8 % d'actifs (66,7 % ayant un emploi et 10,1 % de chômeurs) et 23,2 % d'inactifs,. Depuis 2008, le taux de chômage communal (au sens du recensement) des 15-64 ans est inférieur à celui du département, mais supérieur à celui de la France.
La commune fait partie de la couronne de l'aire d'attraction de Saint-Girons, du fait qu'au moins 15 % des actifs travaillent dans le pôle,. Elle compte 112 emplois en 2018, contre 89 en 2013 et 85 en 2008. Le nombre d'actifs ayant un emploi résidant dans la commune est de 143, soit un indicateur de concentration d'emploi de 78,1 % et un taux d'activité parmi les 15 ans ou plus de 55,1 %.
Sur ces 143 actifs de 15 ans ou plus ayant un emploi, 30 travaillent dans la commune, soit 21 % des habitants. Pour se rendre au travail, 90,7 % des habitants utilisent un véhicule personnel ou de fonction à quatre roues, 0,7 % les transports en commun, 3,6 % s'y rendent en deux-roues, à vélo ou à pied et 5 % n'ont pas besoin de transport (travail au domicile).

### Activités hors agriculture
18 établissements sont implantés  à Mercenac au 31 décembre 2019.
Le secteur de la construction est prépondérant sur la commune puisqu'il représente 27,8 % du nombre total d'établissements de la commune (5 sur les 18 entreprises implantées  à Mercenac), contre 14,2 % au niveau départemental.
- Établissement médico-social dont l'objectif est l'insertion sociale et professionnelle d'adultes handicapés, l'ESAT accueille 48 travailleurs au sein d'ateliers "Espaces verts'", "Pépinière - Horticulture", "Maraîchage" et "Cuisine pour collectivités". Cet établissement est administré par l'Association pour adultes et jeunes handicapés (APAJH) dont le siège est à Foix.
- Chambres et table d'hôtes à Nérou.

### Agriculture
La commune fait partie de la petite région agricole dénommée « Région sous-pyrénéenne ». En 2010, l'orientation technico-économique de l'agriculture  sur la commune est la polyculture et le polyélevage.
|                                   | 1988 | 2000 | 2010 |
| --------------------------------- | ---- | ---- | ---- |
| Exploitations                     | 23   | 13   | 13   |
| Superficie agricole utilisée (ha) | 394  | 235  | 367  |

Le nombre d'exploitations agricoles en activité et ayant leur siège dans la commune est passé de 23 lors du recensement agricole de 1988 à 13 en 2000 puis à 13 en 2010, soit une baisse de 43 % en 22 ans. Le même mouvement est observé à l'échelle du département qui a perdu pendant cette période 48 % de ses exploitations. La surface agricole utilisée sur la commune a également diminué, passant de 394 ha en 1988 à 367 ha en 2010. Parallèlement la surface agricole utilisée moyenne par exploitation a augmenté, passant de 17 à 28 ha.

## Culture locale et patrimoine

### Lieux et bâtiments
- Église Saint-Étienne.

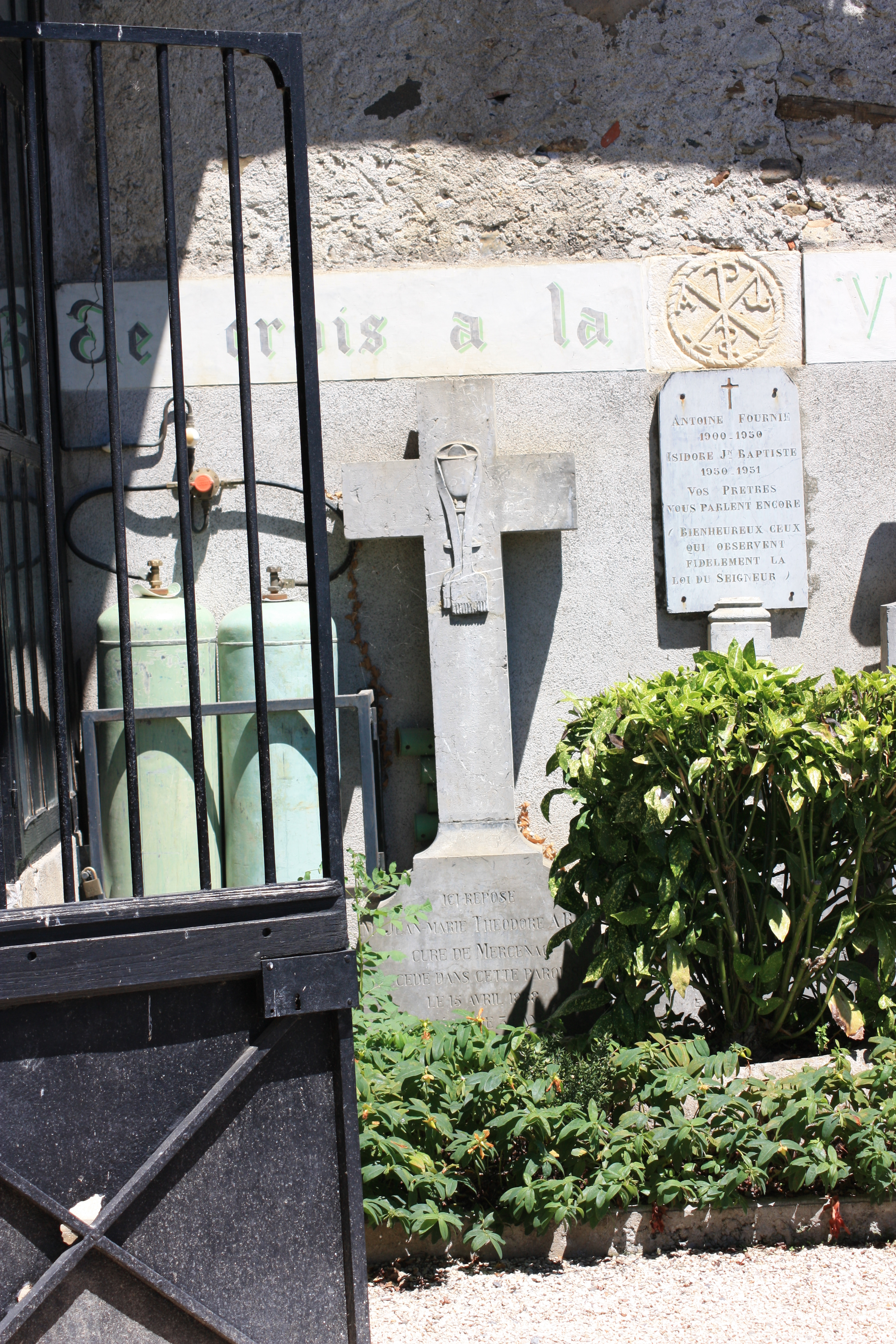
Stèles de trois anciens prêtres de Mercenac à l'église Saint-Étienne
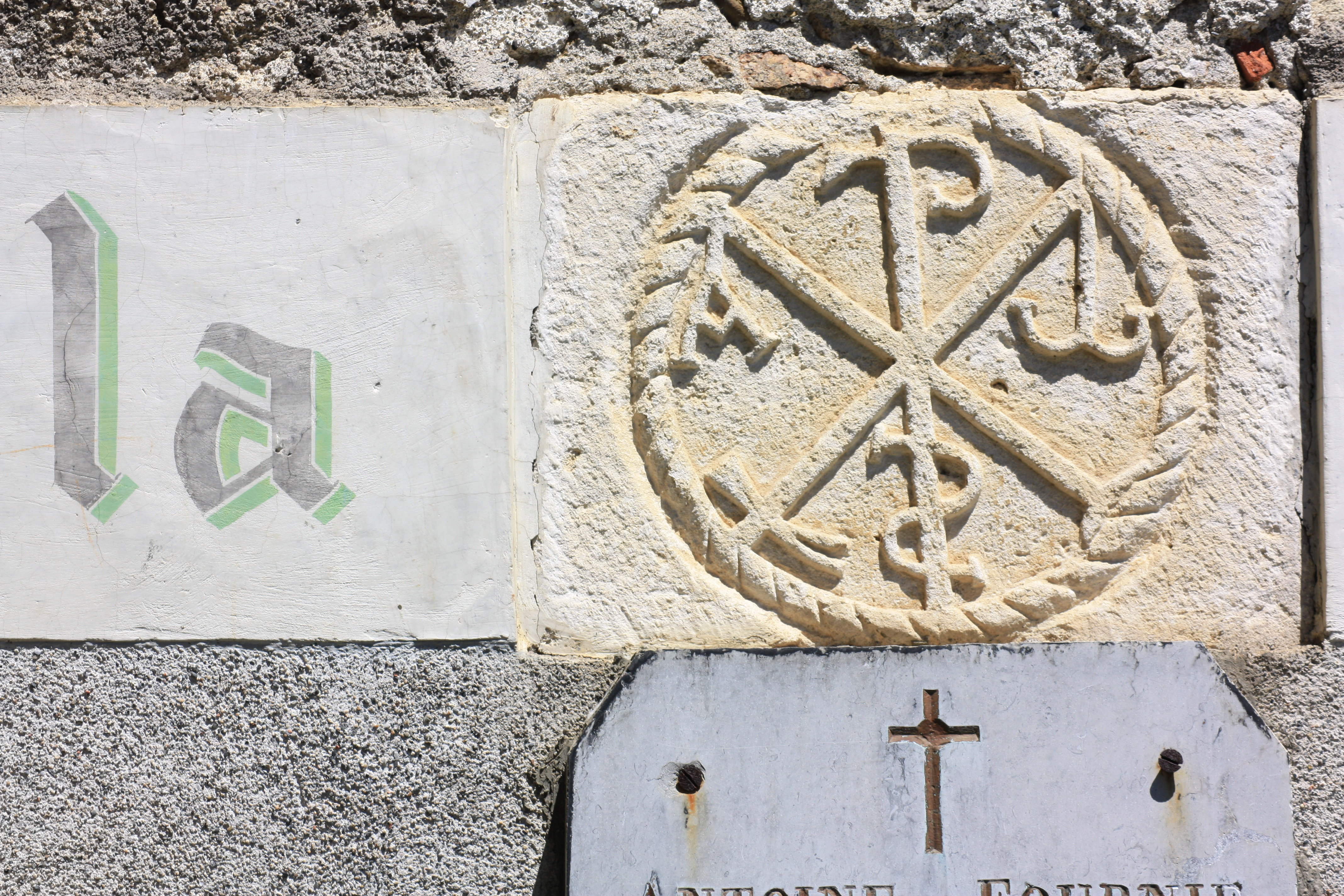
Un chrisme au-dessus d'une stèle
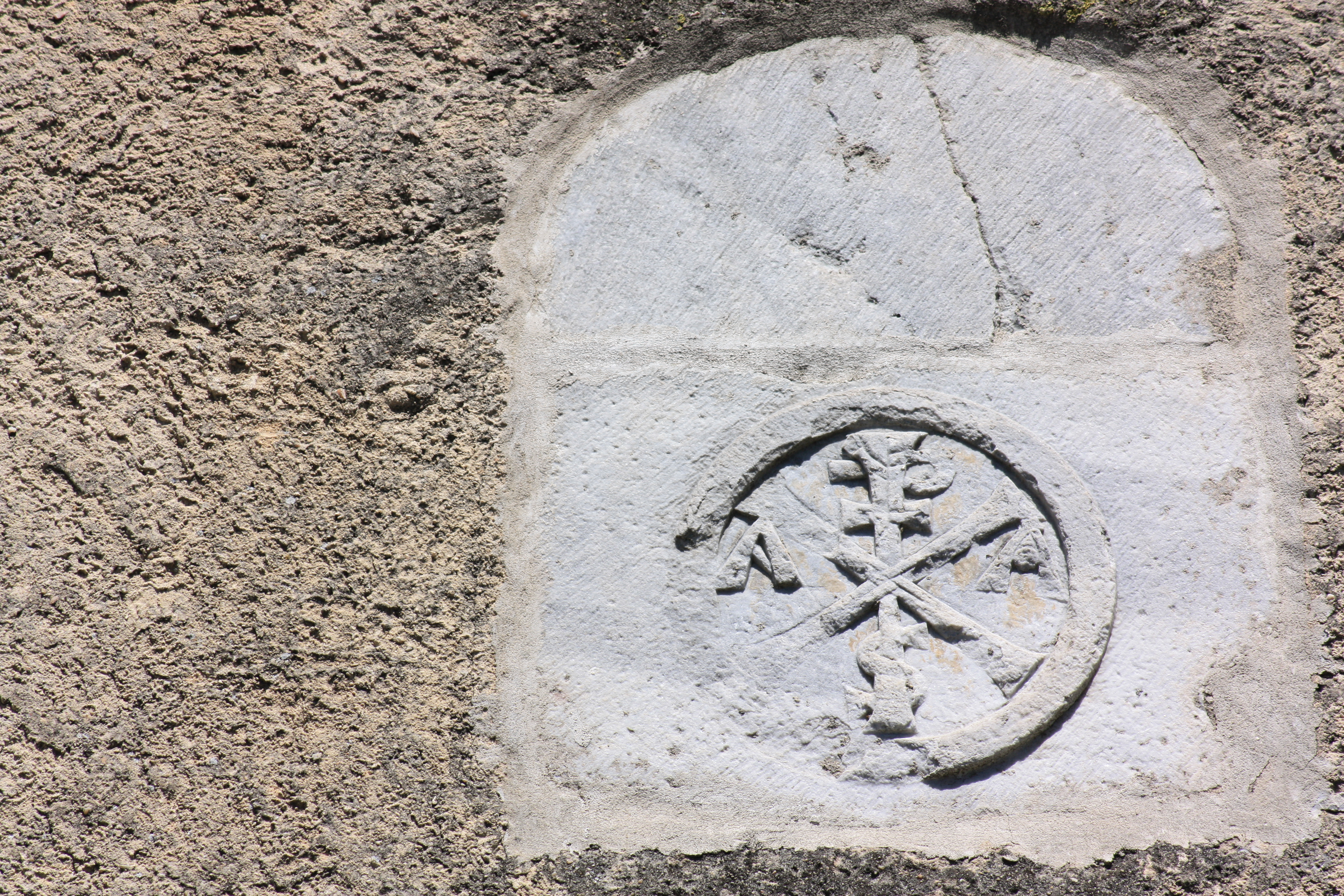
Un second chrisme sculpté sur une pierre de l'église Saint-Étienne

## Pour approfondir